# Evermannia
Evermannia és un gènere de peixos de la família dels gòbids i de l'ordre dels perciformes.

## Morfologia
- Cos prim amb cap i boques allargats.
- Poques escates, les quals són llises i petites.[2]

## Distribució geogràfica
És endèmic del Pacífic oriental de clima tropical i subtropical.

## Taxonomia
- Evermannia erici (Bussing, 1983)
- Evermannia longipinnis (Steindachner, 1879)
- Evermannia panamensis (Gilbert & Starks, 1904)[3]
- Evermannia zosterura (Jordan & Gilbert, 1882)[4]